# Свобода (Мінський повіт)
Свобода (пол. Swoboda) — село в Польщі, у гміні Сенниця Мінського повіту Мазовецького воєводства.
Населення — 72 особи (2011).
У 1975—1998 роках село належало до Седлецького воєводства.

## Демографія
Демографічна структура станом на 31 березня 2011 року:
|          | Загалом | Допрацездатний вік | Працездатний вік | Постпрацездатний вік |
| -------- | ------- | ------------------ | ---------------- | -------------------- |
| Чоловіки | 39      | 11                 | 22               | 6                    |
| Жінки    | 33      | 6                  | 21               | 6                    |
| Разом    | 72      | 17                 | 43               | 12                   |